# História da África do Sul
A África do Sul é um país extenso, com grande diversidade de habitantes que, ao longo dos séculos, foram deixando as suas marcas. A história da África do Sul está relativamente bem documentada. Vários sítios do país foram considerados Patrimônio Mundial. O país já foi contemplado com cinco Prêmios Nobel, principalmente nos anos que antecederam ou vieram imediatamente a seguir à queda do apartheid em 1994, sendo três Nobel da Paz:
- O bispo anglicano Desmond Tutu, em 1984, pelos seus esforços pacíficos contra o regime do apartheid[1];
- O último presidente do regime do apartheid, Frederik de Klerk, em 1993[2], que o recebeu em conjunto com
- Nelson Mandela, que foi o primeiro presidente do pós-apartheid.

Além disto, houve dois Prêmios Nobel de Literaturaː o primeiro, em 1991, Nadine Gordimer; e, em 2003, John Maxwell Coetzee.

## Pré-história
Os sítios com fósseis de hominídeos de Sterkfontein, Swartkrans, Kromdraai e arredores foram inscritos pela UNESCO em 1995 na lista das propriedades que são Património Mundial. Nesta região, foram encontrados fósseis que levaram alguns arqueólogos a considerá-la como o “berço da humanidade”, entre os quais os mais importantes são "Mrs. Ples", um esqueleto quase completo de um Australopithecus africanus com 2,3 a 2,8 milhões de anos de idade e, mais recentemente, "Little Foot", outro exemplar, também considerado uma espécie de Australopithecus, mas este com mais de 3 milhões de anos.
Estas descobertas corroboraram  a conclusão de Raymond Dart que, em 1924, deu ao "Crânio Infantil de Taung" ("Criança de Taung") o nome de Australopithecus africanus, que ele considerou ser uma espécie nova e, possivelmente o “elo perdido” da evolução entre os símios e os seres humanos.
Foram ainda encontrados em Swartkrans restos de animais e instrumentos de pedra e osso, dos mais antigos que se conhecem, datados entre 1,7 e um milhão de anos, a maioria pertencente à espécie  (Australopithecus) , o que significa vestígios do período Paleolítico. Swartkrans foi também o primeiro local em África onde se encontraram restos de espécies já extintas do género Homo, principalmente da espécie Homo ergaster que se pensa ser o antepassado mais próximo do Homo sapiens.
Outros vestígios de antigas culturas são as pinturas rupestres, das quais se têm encontrado bastantes na África Austral. No Drakensberg, existem cavernas e abrigos na rocha com a maior coleção de arte rupestre a sul do Sahara, que se pensa terem sido feitas pelos povos Khoisan, ao longo dum período de mais de 400 anos.
Do século I ao IV, a região começou a ser invadida pelos bantus (ver expansão bantu), que eram agricultores e já conheciam a metalurgia do ferro. A base da economia dos bantu era a agricultura, principalmente de cereais locais, como a mapira (sorgo) e a mexoeira; a olaria, a tecelagem e a metalurgia encontravam-se também desenvolvidas, mas naquela época a manufactura destinava-se a suprir as necessidades familiares e o comércio era efectuado por troca directa. Artefactos de ferro e cerâmica, assim como túmulos, são frequentes e permitem conhecer um pouco desta época.
A partir do século V, provavelmente derivada do aumento demográfico e da produção e manufatura, usada na troca com outros povos, a organização social dos bantu tornou-se mais complexa. Estas sociedades deixaram vestígios de cidades organizadas em classes, com palácios para a classe dirigente, amuralhados para os proteger e restos de casas mais simples, da classe trabalhadora. Um excelente exemplo destes vestígios é a Paisagem Cultural de Mapungubwe, na província do Limpopo, que foi considerada Património da Humanidade.

## Colonização

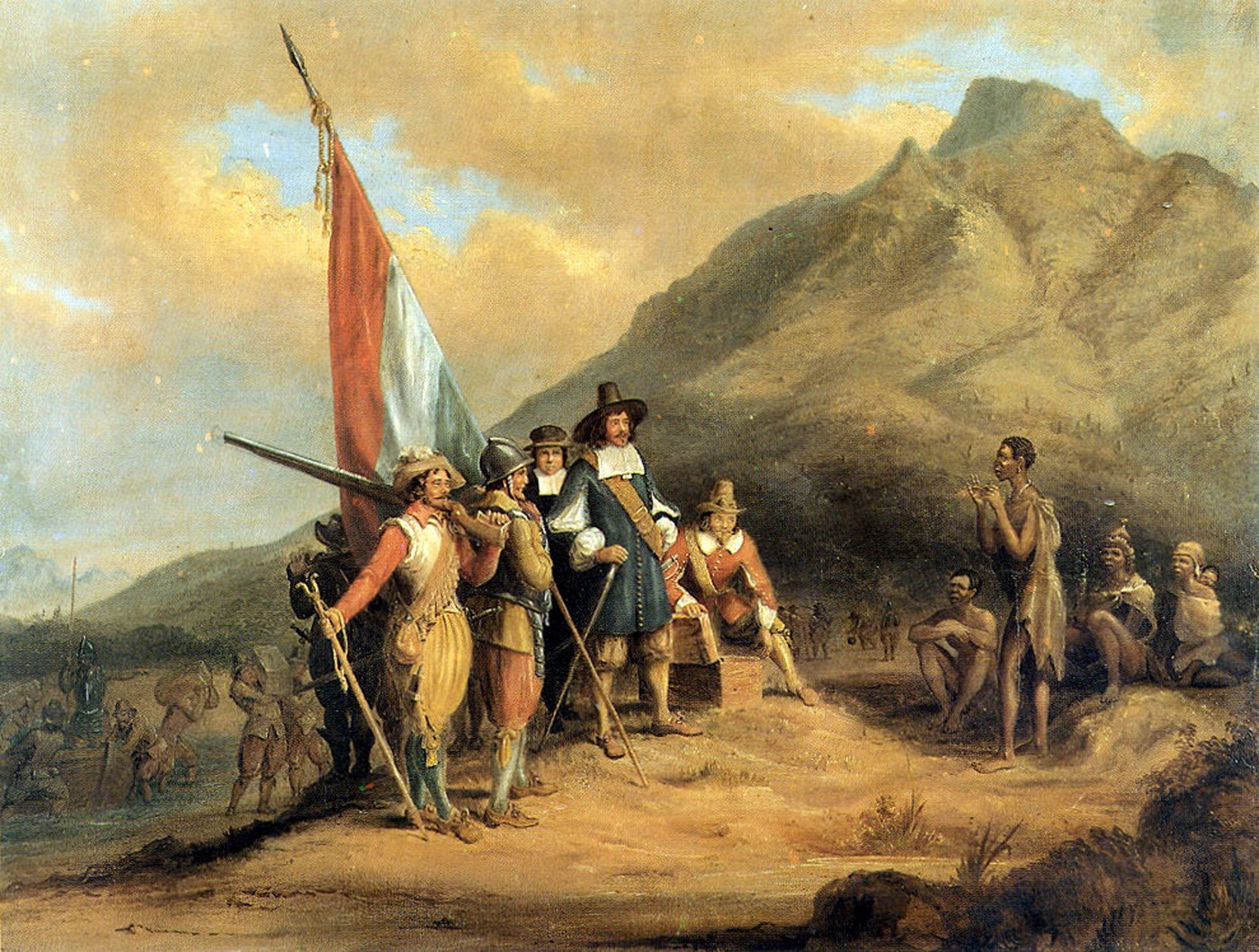
A chegada de Jan van Riebeeck, representada por Charles Bell.

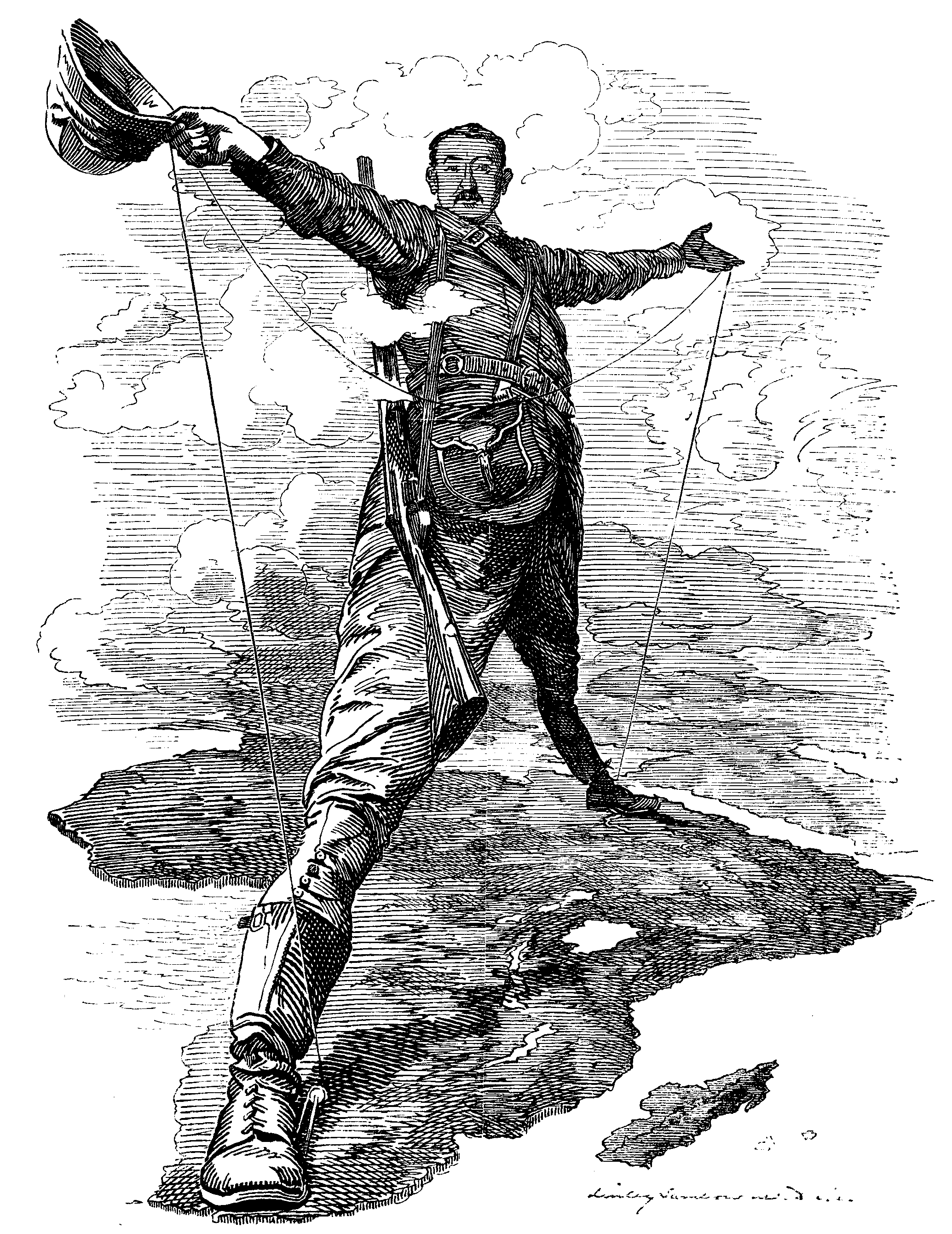
The Rhodes Colossum, uma caricatura ironizando Cecil John Rhodes e seu projeto de interligar Cairo à Cidade do Cabo, duas das colônias britânicas na África.

A África do Sul, terra nativa dos povos Khoisan, Xhosa, Zulu entre outros, foi invadida por Bartolomeu Dias, que, em 1488, aportou à Ilha Robben, ao largo da atual Cidade do Cabo, na sua abortada viagem para a Índia. A ilha foi, durante muitos anos, utilizada por navegadores portugueses, ingleses e holandeses como posto de reabastecimento; em 1591, um grupo de Khoikhoi, cansados das práticas comerciais desleais dos europeus, atacou a Ilha Robben. Como não tinham nada que superasse as armas de fogo dos europeus, foram derrotados e deixados na ilha sem comida, nem água. Estes foram os primeiros prisioneiros da Ilha Robben.

### Colonização Neerlandesa
Em 6 de Abril de 1652, Jan Van Riebeeck, da Companhia Holandesa das Índias Orientais, promoveu a colonização da região e fundou a Cidade do Cabo no extremo sul do continente, no sopé da Montanha da Mesa.
Durante os séculos XVII e XVIII, a Colônia do Cabo viu chegar e instalarem-se calvinistas, principalmente dos Países Baixos, mas também da Alemanha, França, Escócia e doutros lugares da Europa. Estes calvinistas não conseguiram "disciplinar" os khoisan para as suas atividades agrícolas e quase os exterminaram nas guerras  da fronteira do Cabo, também conhecidas como Guerras dos Xhosa ou Guerras dos Cafres. Então, começaram a importar escravos da Indonésia, de Madagáscar e da Índia. Os descendentes destes escravos e dos colonos passaram a ser mais tarde conhecidos como "malaios do Cabo" ("Cape Coloureds" ou "Cape Malays"), chegando a constituir cerca de 50% da população da província do Cabo Ocidental.

### Colonização Britânica
Os ingleses ocuparam a Cidade do Cabo em 1795, durante a Guerra Anglo-Holandesa. Depois do breve período do domínio holandês entre 1803 e 1806, a cidade tornou-se capital da colónia britânica do Cabo.
Com a abolição da escravatura em 1835, levantou-se uma disputa sobre a compensação que o governo britânico devia dar aos colonos pela libertação dos escravos.
Muitos destes colonos de ascendência não-inglesa começaram a explorar e colonizar o interior da África, num movimento que ficou conhecido como grande jornada (Great Trek), os que partiam nessas migrações passaram a ser conhecidos como voortrekkers - os "viajantes" -, e fundaram as suas próprias repúblicas, o Estado Livre de Orange (Orange Free State, actualmente uma das províncias da África do Sul) e o Transvaal (a "terra para além do rio Vaal") que, em 1857 se autoproclamou República Sul-Africana. A incursão Voortrekker para a zona costeira do Natal foi repelida pelos Zulus comandados por Dingane (irmão, herdeiro e, mais tarde, responsável pela morte de Shaka). O império Zulu foi mais tarde conquistado pelos britânicos na Guerra Anglo-Zulu.

### AsGuerras Boers
A descoberta de diamantes em 1867 e de ouro, em 1886 aumentou a riqueza dos colonos, que continuavam a imigrar para a  África do Sul e intensificou a sujeição dos nativos. Os bôeres resistiram aos britânicos na Primeira Guerra dos Bôeres (1880-81) e uma das razões foi o facto destes colonos usarem fardamento cáqui, que é da cor da terra, enquanto os britânicos usavam uniformes de cor vermelha, tornando-os alvos mais fáceis para os atiradores bôeres.
A Segunda Guerra dos Bôeres teve a oposição do Partido Liberal no parlamento britânico, que a considerava, não só desnecessária, mas também um desperdício de fundos, mas as enormes reservas de ouro e diamantes presentes nas Repúblicas Bôeres levaram os "Tories" a avançar com a guerra. A tentativa dos boers de conseguirem apoio dos alemães do Sudoeste Africano deram aos britânicos mais uma razão para controlar as Repúblicas Boers. Os britânicos mudaram de táctica, depois do fracasso do "Jameson Raid", lançado contra o Transvaal a partir da vizinha Rodésia por forças irregulares alinhadas com o rico comerciante de diamantes e Primeiro Ministro da Colónia do Cabo Cecil Rhodes. A Segunda Guerra Boer deu-se entre 1899-1902, quando as tropas britânicas já não usavam os seus uniformes vermelhos. Os boers resistiram com tácticas de guerrilha, usando o seu conhecimento superior da terra, mas os britânicos venceram-nos pela força do número e pela possibilidade de organizar mais facilmente os abastecimentos.
Os britânicos encarceraram grandes números de civis bôeres, junto com os seus trabalhadores negros, sem alimentação suficiente, nem cuidados médicos e queimaram as quintas e as colheitas, num esforço para estancar a guerrilha boer. Os guerrilheiros voltaram-se então contra as povoações dos nativos, antagonizando-os e forçando os boers a lutar com eles, para além dos britânicos. Muitos afrikaners, chamados pejorativamente "colaboracionistas" ("joiners") ou "derrotistas" ("hensoppers", em afrikaans, ou "hands-uppers", em inglês) pelos outros afrikaners (os "bittereinders", em afrikaans, ou "bitter-enders", em inglês, ou seja, "os que preferem o fim amargo"), pensaram que era altura de entrar num acordo com os  britânicos. Após prosseguirem com a resistência por mais um ano, os "bittereinders" finalmente perceberam que a nação boer seria completamente destruída se eles persistissem e assinaram um tratado de paz com os britânicos em Pretória, a 31 de Maio de 1902, o Tratado de Vereeniging.

### Dominação Britânica na África
O Tratado de Vereeniging especificava que o governo britânico era soberano das repúblicas boers e assumia a dívida de guerra de três milhões de libras dos governos afrikaners. Os súditos holandeses ficavam com um estatuto legal especial, uma vez que o afrikaans ainda não era reconhecido como língua distinta. Outra provisão do tratado era que os negros não teriam o direito de voto, exceto na Colónia do Cabo. A administração britânica ainda tentou a "anglicização" dos boers através da educação obrigatória em inglês, mas o plano apenas resultou em ressentimento por parte dos boers e foi abandonado quando os Liberais tomaram o poder na Grã-Bretanha, em 1906. Foi por volta desta altura que o afrikaans foi reconhecido como uma língua distinta do holandês, embora não a tenha substituído como língua oficial até 1926.

## AUnião Sul-Africanae oApartheid

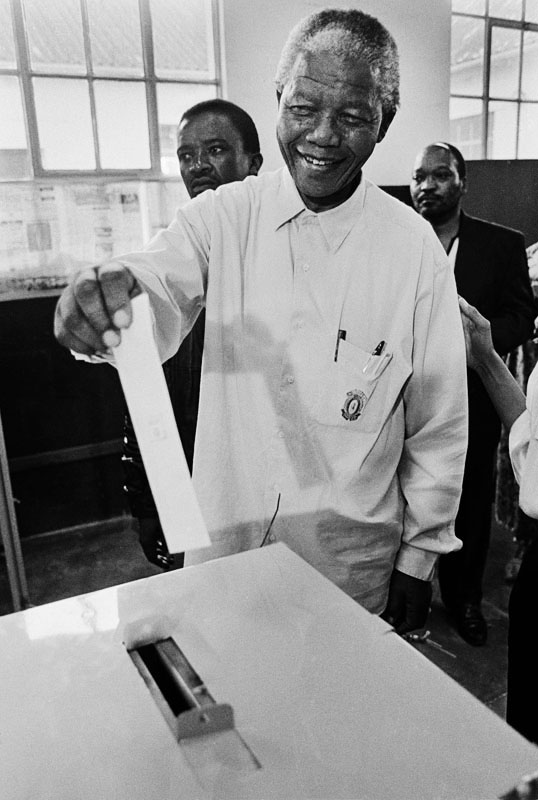
Nelson Mandela foi um dos líderes do movimento contra o Apartheid. Nesta foto, Mandela registra seu voto nas eleições de 1994.

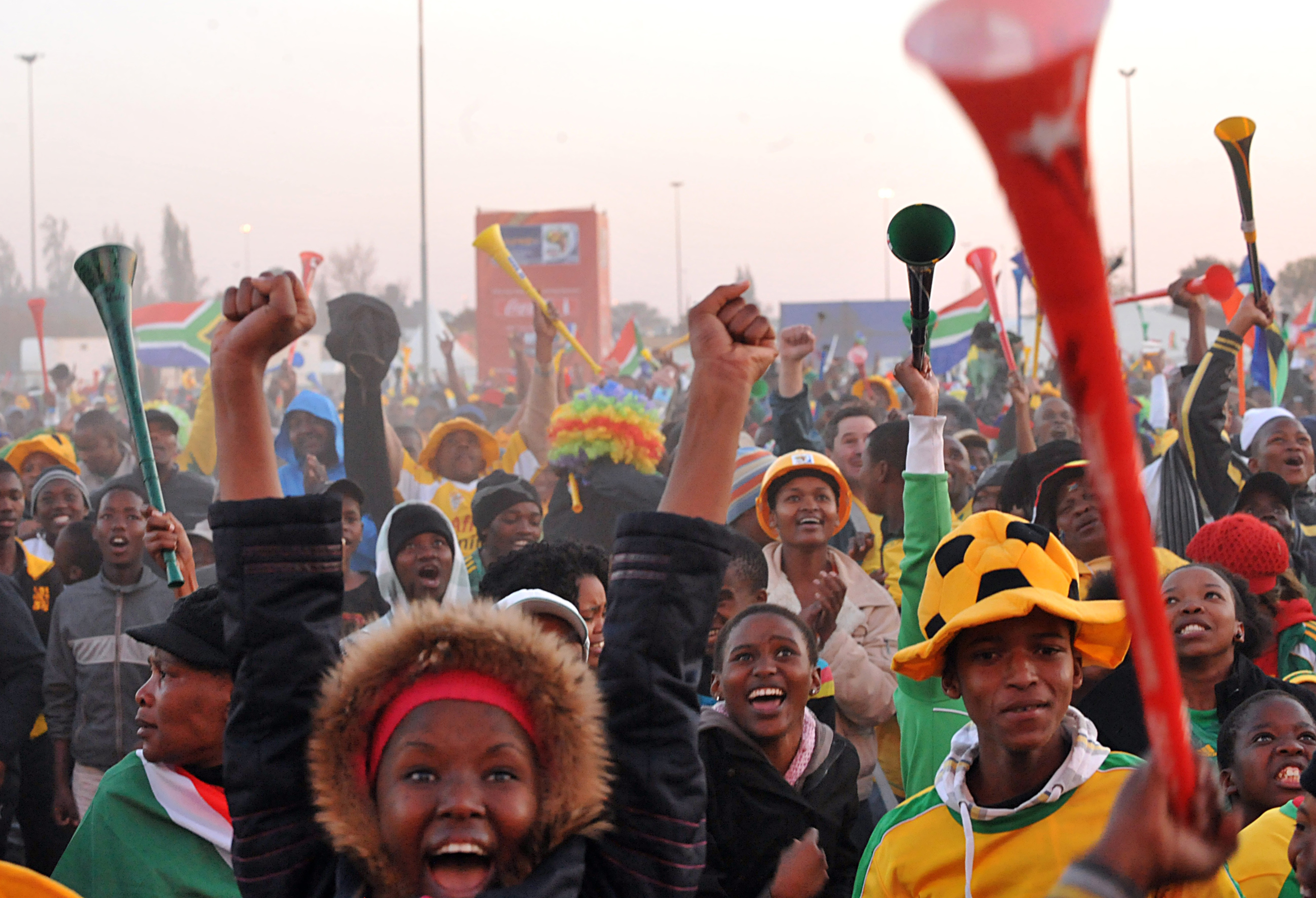
A Copa do Mundo de 2010 foi a primeira na história sediada em um país africano.

Depois de quatro anos de negociações, a União Sul-Africana foi criada a 31 de Maio de 1910, incluindo a Colónia do Cabo, a Colónia de Natal, a "Colónia do Rio Orange" (a república boer do "Estado Livre de Orange" tinha sido assim renomeada quando da sua tomada pelos britânicos durante a Segunda Guerra Boer), e o Transvaal, exatamente 8 anos depois do fim da Segunda Guerra Boer, com o estatuto de Domínio do Império Britânico. Este foi o primeiro passo para a independência da África do Sul que, no entanto, só teve lugar 51 anos mais tarde.
Embora o sistema colonial fosse essencialmente um regime racista, foi nesta fase que se começaram a forjar as bases legais para o regime do apartheid. Por exemplo, na própria constituição da União, embora fosse considerada uma república unitária, com um único governo, apenas no Cabo os não brancos que fossem proprietários tinham direito ao voto, porque os “estados-membros”, que passavam a ser considerados Províncias, mantinham alguma autonomia.
Uma das primeiras leis adotadas foi o "Regulamento do Trabalho Indígena" ("The Native Labour Regulation Act", em inglês) de 1911, segundo a qual era considerado um crime - apenas para os "africanos", ou seja, os "não brancos", a quebra dum contrato de trabalho. Ainda no mesmo ano, foi promulgada a "Lei da Igreja Reformista Holandesa" ("The Dutch Reformed Church Act"), que proibia os negros de se tornarem membros de pleno direito daquela igreja.
Mais importante ainda foi a "Lei da Terra" ("Natives Land Act") de 1913, que dividiu a África do Sul em áreas onde só negros ou brancos podiam ter a posse da terra: os negros, que constituíam dois terços da população, ficaram com direito a 7,5 % da terra, enquanto os brancos, que eram apenas um quinto da população, ficaram com direito a 92,5 % da terra; os coloured não tinham direito à posse da terra. Esta lei determinava igualmente que os "africanos" só poderiam viver fora das suas terras quando empregados dos brancos. Passou também a ser ilegal a prática usual de ter rendeiros negros nas plantações.
A primeira vez em que se encontra registada a palavra "apartheid" foi em 1917, num discurso de Jan Smuts, que se tornou Primeiro-Ministro em 1919 (o primeiro tinha sido Louis Botha).
Estes dois políticos tinham fundado o Partido Sul-Africano, em 1910, que governou a União até serem derrotados por Barry Hertzog do Partido Nacional, em 1924. Em 1934, os dois partidos uniram-se para formar o Partido Unido, tentando a reconciliação entre os afrikaners e os brancos de origem inglesa. Este partido governou a União Sul-Africana até 1948, mas a partir de 1939, sob a direção de Jan Smuts, uma vez que Hertzog, que era de origem alemã, entrou em contradição com aqueles que defendiam a participação da África do Sul na Segunda Guerra Mundial ao lado dos britânicos.
O Partido Nacional, no entanto, tinha sido mantido à revelia do Partido Unido por afrikaners de linha dura, recuperou o poder em 1948, sob a liderança de Daniel François Malan e manteve-o até 1994, quando foi derrotado pelo ANC.

Foi neste período que o apartheid se desenvolveu mais, com novas leis, como a "Lei da Proibição dos Casamentos Mistos", de 1991. Pouco tempo depois, os negros, que só podiam viver nas cidades como empregados, tinham de mostrar um "passe" sob risco de serem presos, só podiam entrar em determinadas lojas e as próprias casas de banho públicas eram para raças separadas.